# L'Scooby-Doo i la ciberpersecució
L'Scooby-Doo i la ciberpersecució (títol original en anglès, Scooby-Doo and the Cyber Chase) és una pel·lícula animada estatunidenca de misteri còmic de 2001, i la quarta d'una sèrie de pel·lícules d'animació distribuïdes directament a vídeo basades en la franquícia d'Scooby-Doo. Es va estrenar el 9 d'octubre de 2001. Va ser produïda per Hanna-Barbera Cartoons i Warner Bros. Animation. Malgrat la seva atmosfera més fosca, també té un to més clar, semblant al seu predecessor animat, L'Scooby-Doo i els invasors extraterrestres. S'ha doblat al català.
És l'última producció de Hanna-Barbera produïda per William Hanna i Joseph Barbera abans de la mort de Hanna el 22 de març de 2001 i es va dedicar a la seva memòria. També és la quarta i última pel·lícula directa a vídeo d'Scooby-Doo animada a l'estranger per l'estudi d'animació japonès Mook Animation, i la primera pel·lícula que utilitza tinta i pintura digitals. Juntament amb Aloha, Scooby-Doo! , van formar part dels primers films animats d'Scooby-Doo! que van tornar a estrenar en Blu-ray el 5 d'abril de 2011.
Aquesta també va ser la primera pel·lícula a comptar amb Gray DeLisle com a veu original de la Daphne Blake després de la mort de Mary Kay Bergman el 1999. També va ser l'última pel·lícula on Scott Innes va fer la veu de l'Scooby-Doo i en Shaggy, així com l'última pel·lícula on B. J. Ward va posar veu al personatge de la Velma. Aquesta va ser l'última producció llançada per Hanna-Barbera, després que l'estudi fos absorbit per Warner Bros. Animation set mesos abans del seu llançament.